# Осредек при Доброви
Осредек при Доброви (на словенски: Osredek pri Dobrovi) е село в Словения, Средна Словения, община Доброва-Полхов Градец. Според Националната статистическа служба на Република Словения през 2002 г. селото има 65 жители.